# Fútbol en Irlanda del Norte
El fútbol en Irlanda del Norte (en ocasiones referido en ese país como soccer para evitar la confusión con el fútbol gaélico) es uno de los deportes más populares en Irlanda del Norte. El órgano de gobierno del fútbol en el país es la Asociación Irlandesa de Fútbol (que, a su vez, no debe confundirse con la Asociación de Fútbol de Irlanda en la República de Irlanda).

## Organización y gobierno
La Asociación Irlandesa de Fútbol (IFA) es la entidad organizadora del fútbol en Irlanda del Norte, y fue históricamente el órgano de gobierno para toda Irlanda hasta la escisión de la FAI. La IFA es miembro del International Football Association Board, que se encarga de las leyes del juego.
La Asociación de Fútbol Femenino de Irlanda del Norte (Northern Ireland Women's Football Association, NIWFA) es la rama de la IFA para el fútbol femenino. Gestiona la Copa femenina, la Liga femenina y el equipo nacional de fútbol femenino de Irlanda del Norte.

## Competiciones
La liga doméstica es la IFA Premiership. Entre los equipos más importantes se incluyen el Portadown FC, el Glentoran FC y el Linfield FC (aunque el Derry City juega en la Liga de la FAI de Irlanda). Un club histórico notable fue el Belfast Celtic, que ganó diecinueve campeonatos antes de renunciar a la liga y disolverse después de una revuelta sectaria en su partido del Boxing Day contra sus encarnizados rivales del Linfield. El Derry City FC también dejó la liga por motivos de seguridad derivados de los Troubles y, con el tiempo, pasó a jugar en la Liga de Irlanda. En el pasado algunos clubes de la Liga de Irlanda podría atraer multitudes respetables como en las ligas inglesa y escocesa, pero la afluencia de público ha caído fuertemente en los últimos años.
La Milk Cup es un exitoso torneo juvenil internacional que se celebra anualmente en Irlanda del Norte, en la que los clubes y las selecciones nacionales de cualquier parte del mundo pueden competir. Irlanda del Norte también fue sede del Campeonato de Europa Sub-19 de la UEFA 2005.
El Setanta Sports Cup fue creada por sus patrocinadores, el canal de televisión Setanta Ireland. Se trata de un torneo en toda la isla (dos grupos de cuatro, luego semifinales y final) con ocho equipos, cuatro son de la Liga de Irlanda y cuatro de la Liga norirlandesa. A pesar de la baja participación justa para las ligas de cada jurisdicción, la Copa Setanta consiguió ingresos por taquilla relativamente exitosos y desde su fundación en el año 2005 ha tenido dos ganadores del norte (Linfield FC en 2005 y Crusaders FC en 2012).

### Sistema de ligas
A continuación aparecen las divisiones y el número de equipos que conforman el sistema de ligas:
| Nivel | Liga(s)/División(es)                                                  | Liga(s)/División(es)                                | Liga(s)/División(es)                               | Liga(s)/División(es)                          | Liga(s)/División(es)         | Liga(s)/División(es)         |
| ----- | --------------------------------------------------------------------- | --------------------------------------------------- | -------------------------------------------------- | --------------------------------------------- | ---------------------------- | ---------------------------- |
| 1     | IFA Premiership 12 clubes                                             | IFA Premiership 12 clubes                           | IFA Premiership 12 clubes                          | IFA Premiership 12 clubes                     | IFA Premiership 12 clubes    | IFA Premiership 12 clubes    |
| 2     | IFA Championship 1 13 clubes                                          | IFA Championship 1 13 clubes                        | IFA Championship 1 13 clubes                       | IFA Championship 1 13 clubes                  | IFA Championship 1 13 clubes | IFA Championship 1 13 clubes |
| 3     | IFA Championship 2 16 clubes                                          | IFA Championship 2 16 clubes                        | IFA Championship 2 16 clubes                       | IFA Championship 2 16 clubes                  | IFA Championship 2 16 clubes | IFA Championship 2 16 clubes |
| 4     | Ballymena & Provincial Intermediate League Premier Division 11 clubes | Mid-Ulster Football League Intermediate A 12 clubes | Northern Amateur League Premier Division 14 clubes | Northern Ireland Intermediate League 8 clubes |                              |                              |